# Víctor Alejandro Aguilar Ledesma
Víctor Alejandro Aguilar Ledesma (* 5. April 1965 in San Guillermo, Guanajuato, Mexiko) ist ein mexikanischer Geistlicher und römisch-katholischer Bischof von Celaya.

## Leben
Víctor Alejandro Aguilar Ledesma empfing am 10. Dezember 1989 durch Erzbischof Alberto Suárez Inda das Sakrament der Priesterweihe für das Erzbistum Morelia.
Nach weiteren Studien an der Päpstlichen Lateranuniversität in Rom erwarb er das Lizenziat in Familienpastoral. Neben verschiedenen Aufgaben in der Pfarrseelsorge war er im Erzbistum Morelia Verantwortlicher für die Neuevangelisierung und Katechese. Er wurde zum Bischofsvikar ernannt und war Koordinator der diözesanen Pastoral. Er lehrte am Priesterseminar des Erzbistums Morelia und war Diözesanassistent der Christlichen Familienbewegung.
Papst Franziskus ernannte ihn am 1. Dezember 2015 zum Titularbischof von Castulo und zum Weihbischof in Morelia. Alberto Kardinal Suárez Inda spendete ihm und dem gleichzeitig zum Weihbischof ernannten Herculano Medina Garfias am 25. Februar des folgenden Jahres die Bischofsweihe. Mitkonsekratoren waren der Apostolische Nuntius in Mexiko, Erzbischof Christophe Pierre, und Carlos Suárez Cázares, Weihbischof in Morelia.
Papst Franziskus ernannte ihn am 12. Juni 2021 zum Bischof von Celaya. Die Amtseinführung fand am 12. Juli desselben Jahres statt.